# Moriyama

Moriyama (守山市 Moriyama-shi?) este un municipiu din Japonia, prefectura Shiga.